# Alexandre-Ferdinand Lapostolle
Pour les articles homonymes, voir Lapostolle.

Trattato sul modo di preservare le abitazioni dal fulmine e le campagne dalla grandine, 1821.

Alexandre-Ferdinand Léonce Lapostolle (né le 21 décembre 1749 à Maubeuge, mort le 18 décembre 1831  à Amiens) était un apothicaire, un chimiste et un physicien français, de la seconde moitié du XVIIIe et du début du XIXe siècle.

## Biographie
Il passe deux années d’apprentissage auprès d’un apothicaire dans le Hainaut et se décide à suivre la même carrière. Il se rend à Paris, suit avec assiduité les cours de Mège, puis devient l’élève d’Antoine-Alexis Cadet de Vaux, un des pharmaciens français les plus réputés de l’époque.
Il enseigna la physique et la chimie à Amiens.
Il écrit le Traité des Parafoudres et des Paragrêles en Cordes de Paille, Précédé d'une Météorologie Électrique ; Présentée sous un Nouveau Jour, et Terminé par l'Analyse de la Bouteille de Leyde édité par l'imprimerie Caron-Vitet d'Amiens en 1820. Il y décrit un parafoudre économique, qu'il inventa, et qui empêche la formation de la foudre et de la grêle.
Il fut membre de l'Académie des sciences, des lettres et des arts d'Amiens.
Il est inhumé au cimetière de La Madeleine à Amiens.